# Bultaco
Bultaco，是自1958年營運到1983年的一家西班牙二行程摩托車製造商。2014年5月，新的Bultaco宣布設立，該公司將從2015年開始銷售電動街式摩托車。研發部門將設在馬德里，而工廠將設在巴塞隆納。